# Joseph von Keller
Joseph von Keller foi um fotógrafo, engenheiro e desenhista alemão. Dentre suas obras, há gravuras feitas durante uma expedição à Amazônia.